# Heraclides d'Enos
Heraclides d'Enos (llatí: Heracleides, en grec antic: Ἡρακλείδης) fou un grec nadiu d'Enos de Tràcia que, juntament amb el seu germà Pitó, va assassinar el rei Cotis I l'any 359 aC.
Encara que havien comès el crim per una petició privada, els atenencs els van recompensar amb la ciutadania i corones d'or. Sembla que havien actuat no obstant per motius personals. Segons Plutarc els dos germans havien estat deixebles de Plató.